# Aleksander Kogoj
Aleksander Kogoj, slovenski filmski režiser in skladatelj, * 1965, Ljubljana.
V najstniških letih je pričel z literarnim udejstvovanjem, s filmom (filmsko montažo in posebnimi učinki). Zaradi glasbenega znanja je nadvse uspešno povezoval sliko z zvočnimi podobami, kar ga je pripeljalo do njegovega prvega eksperimentalnega filma z naslovom »Keketz«. Po nekaj upodobitvah je sledila prva televizijska oddaja z naslovom »Glasbeni butik«. V študentskih letih se je preživljal s pisanjem scenarijev za oglase.
Od leta 1993 je dejaven kot režiser oglasov in videospotov. Leta 2000 mu je TV Slovenija podelila nagrado za najboljšo upodobitev in režijo. Njegovi žanrski posebnosti sta komedija in pripovedovanje, izkušen pa je tudi na področju posebnih učinkov in compositinga. Oktobra leta 1992 je ustanovil Studio Alex, produkcijsko hišo za ustvarjanje oglasov, vizualno in zvočno postprodukcijo ter posebne učinke.
Poročen je z Regino in skupaj imata sina Aleksandra.

## Dela
- Pirat (Aleksander Kogoj/Aleksander Kogoj/Aleksander Kogoj) (1987)
- Sally (Aleksander Kogoj/Aleksander Kogoj/Aleksander Kogoj) (1987)
- Slovenija (Aleksander Kogoj/Aleksander Kogoj/Aleksander Kogoj) (1987)
- Črni duh poletja (Aleksander Kogoj/Aleksander Kogoj/Milan Frankol) (1988)
- Izgubljene iluzije (Aleksander Kogoj/Aleksander Kogoj/Aleksander Kogoj) (1988)
- Lutkica (Aleksander Kogoj/Aleksander Kogoj/Aleksander Kogoj) (1988)
- Miško (Aleksander Kogoj/Aleksander Kogoj/Aleksander Kogoj) (1988)
- Ostani z njim (Aleksander Kogoj/Aleksander Kogoj/Aleksander Kogoj) (1988)
- Aspirin (Aleksander Kogoj/Aleksander Kogoj/Aleksander Kogoj) (1989)
- Ljubi me in ne ustavi se (Aleksander Kogoj/Aleksander Kogoj/Aleksander Kogoj) (1989)
- Čarovnik (Aleksander Kogoj/Barbara Tratnik/Aleksander Kogoj) (1994)
- Joey (Aleksander Kogoj/Irena Jalšovec/Aleksander Kogoj) (1994)
- Liza ljubi jazz (Aleksander Kogoj/Aleksander Kogoj/Aleksander Kogoj) (1994)
- Srečo ti želim (Aleksander Kogoj/Barbara Tratnik) (1994)
- Style (Aleksander Kogoj/Aleksander Kogoj/Aleksander Kogoj) (1994)
- Šok (Aleksander Kogoj/Aleksander Kogoj/Aleksander Kogoj) (1994)
- Anergija (Aleksander Kogoj/Aleksander Kogoj/Aleksander Kogoj) (1995)
- Canzonni (Aleksander Kogoj/Marko Slokar/Aleksander Kogoj) (1995)
- Heidi (Aleksander Kogoj/Aleksander Kogoj/Aleksander Kogoj) (1995)
- Party za ples (Aleksander Kogoj/Aleksander Kogoj/Aleksander Kogoj) (1995)
- Pravljična ljubezen (Aleksander Kogoj/Aleksander Kogoj/Aleksander Kogoj) (1995)
- Religija ljubezni (Aleksander Kogoj/Aleksander Kogoj/Aleksander Kogoj) (1995)
- Mama (Aleksander Kogoj/Aleksander Kogoj/Aleksander Kogoj, Damjan Pančur) (2001)
- Razprla bom dlani (Aleksander Kogoj/Milan Dekleva/Patrik Greblo) (2001)
- Zaljubljena v maj (Aleksander Kogoj/Marko Slokar/Patrik Greblo) (2001)
- Ljubezen daje moč (Aleksander Kogoj/Aleksander Kogoj/Sašo Fajon) (2002)
- Čaša ljubezni (Aleksander Kogoj/Štefan Miljevič/Aleš Avbelj) (2004)
- Plave očij (Aleksander Kogoj/Feri Lainšček/Tomaž Kozlevčar) (2004)
- Proti vetru (Aleksander Kogoj, Damjan Pančur/Feri Lainšček/Damjan Pančur) (2004)
- Demoni (Aleksander Kogoj, Damjan Pančur/Feri Lainšček/Aleš Avbelj) (2006)
- Poljubi me (Aleksander Kogoj, Damjan Pančur/Feri Lainšček/Damjan Pančur) (2009)
- Izgubljeni čas (Aleksander Kogoj, Damjan Pančur/Feri Lainšček/Damjan Pančur) (2011)
- Pozabi me (Aleksander Kogoj, Damjan Pančur/Feri Lainšček/Damjan Pančur) (2012)
- Moje sanje (Aleksander Kogoj, Mitja Brumec/Feri Lainšček) (2013)
- Ljubezen beži (Aleksander Kogoj, Mitja Brumec/Jernej Trobentar) (2015)

## Nagrade
- Nagrada za najboljšo produkcijo (Slovenska popevka 1999)
- Nagrada strokovne žirije za najboljšo skladbo v celoti, nagrada za najboljšo upodobitev videospota (Slovenska popevka 2000)